# La Flare
La Flare – album amerykańskiego rapera Gucciego Mane’a. Pierwotnie został wydany w 2001, reedycja ukazała się dnia 7 listopada, 2010 roku.

## Lista utworów
1. Intro
2. Fo Sho
3. Red Eyes
4. Be A Thug (feat. Peter Man)
5. Pay Me (feat. Fruity)
6. 12
7. Say Cheese (feat. Ms. Angel)
8. G Lean (feat. G.Dead)
9. Rhyme Jav (feat. Mass Comm & Caliber)
10. Heard You
11. Muscles N My Hand
12. Befo We Bite (feat. Jughead)
13. G.U.C.C.I. M.A.N.E.
14. Outro